# Sigambra constricta
Sigambra constricta är en ringmaskart som först beskrevs av Rowland Southern 1921.  Sigambra constricta ingår i släktet Sigambra och familjen Pilargidae. Inga underarter finns listade i Catalogue of Life.